# Horacio Podestá
Horacio Podestá (1911-1999) fue un deportista argentino dedicado al remo que obtuvo la medalla de bronce en equipo con Julio Curatella en los Juegos Olímpicos de Berlín 1936, en la especialidad doble par de remos largos sin timonel.

## Medalla de bronce en los Juegos Olímpicos de Berlín 1936
Horacio Podestá, en equipo con Julio Curatella, ambos con 25 años, ganaron la medalla de bronce en remo, en la especialidad doble sin timonel en los Juegos Olímpicos de Berlín 1936. Los competidores fueron divididos en tres series, clasificando directamente a la final solo el primer equipo de cada uno (polacos, húngaros y alemanes). Curatella y Podestá, llegaron segundos en la serie III, detrás de los alemanes y debido a esto pasaron al repechaje.
El repechaje se organizó con el mismo sistema que la primera eliminatoria, nuevamente en tres series y en esta oportunidad los argentinos triunfaron sobre los británicos, los estadounidenses y los brasileros.
El 14 de agosto se corrió la final y Curatella y Podestá arribaron terceros con un tiempo de 8:23.0, detrás del equipo dinamarqués (8:19.2) y del equipo alemán (8:16.1). Atrás quedó Hungría, Suiza y Polonia.